# 100.000 aviones
 100000 Aviones es el undécimo capítulo de la tercera temporada de la serie El Ala Oeste.

## Argumento
Es un momento delicado para el equipo de la Casa Blanca. Tras la censura, el Presidente se juega mucho en su Discurso del Estado de la Unión. Entre otros, están Joey Lucas para elaborar encuestas de aceptación que finalmente, para alivio de todos, son positivas. Poco antes, mientras tiene una cena con amistades de su mujer, Abigail, el Presidente tiene una idea: se propondrá como reto, como ya hizo en su día John F. Kennedy con la conquista del espacio, la cura del cáncer en un plazo de 10 años.
Finalmente dicha idea será descartada por C.J., Toby y Leo porque temen que el electorado piense que es una maniobra para desviar la atención sobre su censura. Debido a ello, Sam deberá descartar parte de su discurso. Este es entrevistado por la periodista del Vanity Fair Lisa Sherborne, su ex-prometida. Teme que ella piense que no hace nada en su trabajo. Y es que a pesar de escribir un discurso brillante está frustrado por eliminar la mención a la cura del cáncer.
Por otro lado Josh sigue detrás de la directora de la oficina feminista en Washington D. C. Amy Gardner. A pesar de que ella está saliendo con un congresista, intenta por todos los medios que se fije en él. Por ahora, todo será en vano. Es más, esta hará hincapié en un hecho claro: no ha sido capaz de mantener ninguna relación formal trabajando para el gobierno.

## Curiosidades
- El título del capítulo se refiere al hecho de que Estados Unidos construyó 100000 aviones en el período 1940-1944 ante su entrada en la 2.ª Guerra Mundial.
- Amy Gardner da en la tecla con Josh sobre sus fracasos sentimentales. Ningún alto miembro del personal del Ala Oeste ha sido capaz de mantener ninguna relación: Sam Seaborn no se casó con Lisa Sherborne porque sabía que no tendría tiempo para ella. Leo McGarry se separó de su mujer. C.J. sigue llevando de manera intermitente su relación con Danny Concannon y Toby Ziegler está divorciado de su exmujer, una congresista.

## Premios
- Nominación para Janet Ashikaga A.C.E. como mejor Edición de Fotografía (Premios Emmy)[1]

## Enlaces
- Enlace al Imdb.
- Guía del Episodio (en inglés).